# ランゴバルド・ゲピド戦争 (567年)
ランゴバルド・ゲピド戦争では、567年にアルボイン率いるランゴバルド族とアヴァールの連合軍が、クニムンド率いるゲピド族を滅ぼした戦争について述べる。

## 戦争の経緯
566年、ランゴバルド王アルボインはパンノニアのアヴァールと協定を結び、彼らがゲピド族を破ったならその土地を奪ってよいと認めた。567年、ゲピド族はアヴァールとランゴバルド族の連合軍に壊滅させられた。ゲピド王クニムンドは、アルボイン自身の手で殺された。

## 戦後
その後、アヴァールはゲピド族の地（ゲピディア）を占拠し、アヴァール・カガン国を形成した。東ローマ帝国も介入してシルミウム (現セルビア領スレムスカ・ミトロヴィツァ)を確保し、ゲピド族の指導者の一人ウスディバドを保護したが、それ以外の土地はすべてアヴァールの支配下に入った。
ゲピド族の軍事力は大幅に減退した。H・シュッツ  (2001) によれば、ゲピド族の多くはランゴバルド族の軍勢に加わったが、東ローマ帝国の傘下に入った者もいた。一方R・コリンズ (2010) は、ゲピド族の生き残りはアヴァールかランゴバルド族のどちらかに吸収されたとしている。後のランゴバルドの文献ではランゴバルド族が中心的な役割を果たしたとされているが、戦争と同時代の東ローマ帝国の文献からみるに、アヴァールが主要な役割を担ったのは明らかである。ゲピド族は歴史上から姿を消し、代わってその土地を手に入れたアヴァールは東ローマ帝国に対する脅威となった 。ランゴバルド族もアヴァールと隣接するのを好まず、イタリアへ移動してランゴバルド王国を形成した。
ランゴバルドのベネディクト会士パウルス・ディアコヌス (720年代–799年)が書いた『ランゴバルドの歴史』によれば、アルボインはクニムンドの髑髏杯を作って腰帯に携帯し、さらに人質に取っていたクニムンドの娘ロサムンドを妻として、彼女に父の髑髏杯で酒を飲むよう強要したという。